# Evasterias derjungini
Evasterias derjungini är en sjöstjärneart som först beskrevs av Alexander Michailovitsch Djakonov 1938.  Evasterias derjungini ingår i släktet Evasterias och familjen trollsjöstjärnor. Inga underarter finns listade i Catalogue of Life.